# Montiopsis cistiflora
Montiopsis cistiflora är en källörtsväxtart som först beskrevs av John Gillies och George Arnott Walker Arnott, och fick sitt nu gällande namn av D.I. Ford. Montiopsis cistiflora ingår i släktet Montiopsis och familjen källörtsväxter. Inga underarter finns listade i Catalogue of Life.